# Robert D. Marx
Robert D. Marx (* 17. November 1979 in Göttingen) ist ein deutscher Musicaldarsteller.

## Leben
Robert D. Marx wuchs mit seiner Schwester in Uslar auf.

## Ausbildung
Von 1992 bis 1999 bekam Marx eine private Gesangs- und Tanzausbildung an der Musikschule Uslar. Von 1999 bis 2001 war er Stipendiat an der Stella Academy in Hamburg.

## Stimme
Seine Stimmlage ist hoher Bariton bis b’ und Rock/Pop Falsett bis a’’.

## Engagements
| Zeitraum                     | Theaterproduktion              | Spielort                                                          | Theater                                     | Rollen                                  |
| ---------------------------- | ------------------------------ | ----------------------------------------------------------------- | ------------------------------------------- | --------------------------------------- |
| 2000                         | Don Camillo und Peppone        | Hamburg                                                           | Altonaer Theater                            | Mariolino                               |
| 2001                         | Elisabeth                      | Essen                                                             | Colosseum Theater                           | Baron Hübner/Cover Rudolf               |
| 2003/2004                    | Tanz der Vampire               | Stuttgart                                                         | Apollo Theater                              | Herbert                                 |
| 2005                         | Elisabeth                      | Wien                                                              | Theater an der Wien                         | Fürst Schwarzenberg/Kaiser Franz Joseph |
| 2005                         | Elisabeth                      | Triest/Italien                                                    | Teatro Lirico di Trieste                    | Kaiser Franz Joseph                     |
| 2006                         | West Side Story                | Bozen                                                             | Stadttheater (Vereinigte Bühnen Bozen)      | Tony (alt.)                             |
| August 2007                  | Dracula                        | Graz                                                              | Kasemattenbühne (1. Grazer Musicalfestival) | Quincey                                 |
| September 2012 – August 2013 | Cats                           | Köln, Stuttgart, Nürnberg, München, Linz, Frankfurt am Main, Graz | Cats-Theaterzelt                            | Munkustrap                              |
| Oktober 2013 – April 2014    | Sunset Boulevard               | Würzburg                                                          | Mainfranken Theater                         | Joe Gillis                              |
| Juli 2015 – August 2015      | Saturday Night Fever (Musical) | Musicalsommer Amstetten                                           |                                             | Frank Junior                            |